# Games Without Frontiers
Singles de Peter Gabriel
DIY
(1978) No Self Control
(1980)
Games Without Frontiers est le quatrième single du chanteur britannique Peter Gabriel et paru comme premier extrait de son troisième album studio éponyme. La chanteuse Kate Bush participe aux chœurs du titre. Les paroles de la chanson sont interprétées comme un commentaire sur la guerre et la diplomatie internationale ressemblant à des jeux pour enfants. Le clip vidéo comprend des extraits de films d'événements olympiques et des scènes du film éducatif Duck and Cover de 1952, qui utilisait une tortue de bande dessinée pour enseigner aux écoliers américains ce qu'il faut faire en cas d'attaque nucléaire. Cette imagerie désespérée tend à renforcer le thème anti-guerre de la chanson.
Le single est devenu le premier top 10 de Gabriel au Royaume-Uni, culminant en 4e place des charts et à égalité avec Sledgehammer, six ans plus tard, sa chanson la plus classé au Royaume-Uni. Il a culminé au no 7 au Canada, mais seulement au no 48 aux États-Unis. La face B du single est composée de deux pistes combinées en une, Start et I Don't Remember, qui figurent également sur le troisième album.

## Contexte
Les deux premiers albums solo de Peter Gabriel ont été distribués aux États-Unis par Atlantic Records, mais le label a rejeté son troisième album, contenant le titre, affirmant à Gabriel qu'il était en train de commettre un « suicide commercial ». Atlantic le laisse tomber mais essaie de racheter l'album lorsque Games Without Frontiers décolle au Royaume-Uni et commence à être diffusé aux États-Unis. À ce stade, Gabriel ne souhaitait rien avoir à faire avec Atlantic et laissa Mercury Records distribuer l'album aux États-Unis.

## Description musicale
Le titre de la chanson fait référence à Jeux sans frontières, une émission de télévision de longue date diffusée dans plusieurs pays européens. Les équipes représentant une ville ou une commune d'un des pays participants s'affrontent dans des jeux d'adresse, souvent vêtues de costumes bizarres. Alors que certains jeux étaient des courses simples, d'autres permettaient à une équipe d'en obstruer une autre. La version britannique s'intitulait It's a Knockout, des mots que Gabriel mentionne dans les paroles. La construction et le contenu des paroles « Adolf builds a bonfire/Enrico plays with it » évoquent un passage des journaux intimes d'Evelyn Waugh, dans lequel il fait allusion à ses propres enfants jouant avec le feu.
« Il semblait y avoir plusieurs couches », observa Gabriel. « J'ai juste commencé à jouer d'une manière un peu légère - 'Hans et Lottie…' - alors, au premier abord, cela ressemblait à des enfants. Les noms eux-mêmes n'ont pas de sens, mais ils ont certaines associations avec eux. En dessous, vous avez le programme télévisé [et] le genre de nationalisme, de territorialisme, de compétitivité qui sous-tend toute cette assemblée de gens joyeux ».
Musicalement, Games Without Frontiers s'ouvre sur une ligne de guitare coulissante suivie d'un mélange de percussions acoustiques et électroniques et de basses synthétiques. Des figures de guitare supplémentaires entrent avec la voix de Kate Bush. Ces éléments créent « l'environnement sonore sombre » décrit par le critique d'Allmusic, Steve Huey. Après le refrain final, la chanson se transforme en percussion ponctuée d’effets de synthétiseurs et de guitares.
La performance de la chanson des Pays-Bas par Gabriel en 1991 a été retransmise par satellite au stade de Wembley en Angleterre dans le cadre du concert The Simple Truth pour les réfugiés kurdes.

## Sortie et accueil
Précédant de trois mois la sortie du troisième album, Games Without Frontiers sort en single le 9 février 1980 au Royaume-Uni avec les titres Start et I Don't Remember. Aux États-Unis, le single sort en mai 1980, mais la face B britannique est remplacée par Lead A Normal Life. Le single entre le jour de sa sortie en 48e position dans les charts britanniques. Il atteint le top 20 en quatrième semaine et atteint la 4e place des charts britanniques deux semaines plus tard, le 13 mars 1980 et reste dans le top 10 durant les deux semaines suivantes. Il quitte les charts la semaine du 19 avril 1980 en 53e position. Games Without Frontiers permet à Gabriel d'obtenir son premier top 10 au UK Singles Chart, alors que son premier succès solo, Solsbury Hill, n'était parvenu qu'à se hisser en 13e position en mai 1977. Le single est certifié disque d'argent début mars 1980 pour 250 000 exemplaires vendus.
Le single connaît un succès au Canada, où il occupe également le top 10, ainsi qu'en Suède où il se hisse dans le top 20.
En 2015, la chanson est classée huitième parmi dix meilleures chansons de Peter Gabriel selon le magazine Rolling Stone.

### Classements et certifications
| Classement (1980)              | Meilleure position |
| ------------------------------ | ------------------ |
| Australie (Kent Music Report)  | 44                 |
| Allemagne (Media Control AG)   | 36                 |
| Danemark (Hitlisten)           | 11                 |
| Israël                         | 3                  |
| Portugal (GPPFV)               | 4                  |
| États-Unis (Billboard Hot 100) | 48                 |
| Suède (Sverigetopplistan)      | 17                 |
| France (IFOP)                  | 47                 |
| Royaume-Uni (UK Singles Chart) | 4                  |
| Italie (Musica e Dischi)       | 36                 |
| Canada (RPM Top Singles)       | 7                  |

| Classement (1980)              | Meilleure place |
| ------------------------------ | --------------- |
| Canada (RPM)                   | 57              |
| Royaume-Uni (UK Singles Chart) | 54              |

| Région                                                                                                 | Certification | Ventes/Streams |
| --- | ------------- | -------------- |
| Royaume-Uni (BPI)                                                                                      | Argent        | 200 000^       |
| *Ventes selon la certification ^Mise en rayon selon la certification xNon précisé par la certification |               |                |